# Sanvenero
Sanvenero is een Italiaans historisch merk van motorfietsen.
De bedrijfsnaam was Moto Sanvenero, Follonica (Pesaro)
Sanvenero als motorfietsmerk ontstond toen een fabrikant van prefabwoningen, Emilio Sanvenero, besloot wegracer Pier Paolo Bianchi te gaan sponsoren. Deze werd in het seizoen 1980 wereldkampioen op de door Giancarlo Cecchini en Secarelli ontwikkelde 125cc-MBA. Hij bouwde een nieuwe fabriek in Follonica en kocht de constructeurs Cecchini en Secarelli én technisch directeur Davide Mencarelli weg bij MBA. Hij kocht zelfs een computergestuurde machine om de frames te bouwen. In augustus 1980 werden de eerste tekeningen van de 125cc-racer gemaakt en al in januari 1981 was er veel werk verzet. Een 125cc-machine (gemodelleerd naar de MBA 125) stond al op de wielen, net als een 500cc-square four, die toen nog was voorzien van een Suzuki RG 500-blok. Dit zou later vervangen worden door een eigen blok. Er waren plannen voor de bouw van een 250cc-racer en er waren al afspraken gemaakt met Jan Huberts, die de Sanvenero-productieracers in vrijwel heel West-Europa zou gaan verkopen. In 1982 moest gestart worden met de productie van 5.000 125cc-straatmotoren. 

## Seizoen 1981
Pier Paolo Bianchi bedankte voor het seizoen 1981 voor de eer. Hij bleef MBA trouw. Sanvenero wist Guy Bertin te strikken om in het 125cc-WK te rijden. Bertin tekende vooral met het uitzicht op een 250cc-racer. Naast Bertin kwam ook Ricardo Tormo, die na zijn mislukte seizoen op de Van Veen-Kreidler zijn contract niet verlengd zag. In de openingsrace, de Argentijnse Grand Prix, werd Tormo slechts twaalfde, Bertin viel uit door een defecte motor. Tijdens de GP van Oostenrijk blies Bertin zijn motor opnieuw op, Tormo kwam niet aan de start. In de Duitse Grand Prix vielen Bertin en Tormo uit, maar Jan Huberts finishte als achttiende. Tijdens de natte GP des Nations kwam WK-leider Ángel Nieto ten val. De race werd gewonnen door Guy Bertin. Het was de eerste overwinning voor Sanvenero. Tormo startte weer niet met de Sanvenero, want hij concentreerde zich op de 50cc-klasse waarin hij met een overjarige Bultaco reed, maar uiteindelijk wel wereldkampioen werd. Voor het eerst verscheen de 500cc-machine van Sanvenero, maar Carlo Perugini wist zich niet te kwalificeren voor de race. De successen begonnen echter te komen. Tijdens de 125cc-Franse GP werd Bertin tweede. Hij klom daardoor naar de vierde plaats in het WK. Tijdens de Spaanse Grand Prix zat Bertin in de kopgroep, maar hij viel en schreef zijn machine volledig af. Ook in de GP van Joegoslavië scoorde Bertin geen punten. Perugini werd met de 500cc-machine negentiende. In de TT van Assen startte Tormo weer eens met de Sanvenero. Hij werd achtste, Bertin tiende en Huberts achttiende. In de GP van San Marino stelde Tormo zijn 50cc-titel met de Bultaco zeker, maar hij finishte ook als vierde in de 125cc-race. In de Britse Grand Prix werd Tormo negende, Bertin viel uit. In de Grand Prix van Finland werd Tormo vierde, maar Bertin viel opnieuw uit. Groot succes was er in de GP van Zweden, waar Tormo won en Bertin tweede werd. In de WK-eindstand was Bertin nu zesde, Tormo achtste. 

## Seizoen 1982
In het seizoen 1982 werd de 500cc-Sanvenero bereden door Michel Frutschi en Guy Bertin. Frutschi wist zelfs een race te winnen, de Franse Grand Prix. Het was een overwinning zonder glorie. Het Circuit Paul Armagnac (Nogaro) was volgens de coureurs niet geschikt en alle toprijders besloten tot een rijdersstaking. Frutschi eindigde als veertiende in de eindstand, Bertin scoorde geen enkel punt. In de 125cc-klasse ging het beter. Al in de openingsrace, de GP van Argentinië werd Tormo tweede, de teruggekeerde Pier Paolo Bianchi zesde en de Argentijnse thuisrijder Hugo Vignetti zevende. In de GP van Oostenrijk werd Bianchi derde, de Belg Olivier Liegeois werd met een Sanvenero elfde, Vignetti zestiende, maar Tormo viel uit. Tijdens de Franse Grand Prix namen Tormo en Bianchi deel aan de rijdersstaking, maar Vignetti werd derde en Liegeois achtste. In de GP van Spanje werd Tormo achtste, de andere Sanvenero-coureurs vielen uit. Tijdens de Nations Grand Prix werd Bianchi tweede en Vignetti vijfde. Tormo viel uit. Tormo werd vijfde in de TT van Assen, Vignetti achtste. De Nederlander Jan Huberts, die de verkoop van Sanvenero op zich zou nemen, reed hier zijn afscheidsrace met een 125cc-Sanvenero, maar hij finishte slechts als vierentwintigste. De Belgische Grand Prix verliep erg succesvol voor de Sanvenero's. Tormo won de 125cc-race, Bianchi finishte als derde en ook Vignetti scoorde punten met zijn achtste plaats. De Nederlander Willem Heykoop reed een Sanvenero naar de twaalfde plaats. Ook de Joegoslavische Grand Prix verliep aanvankelijk goed, met Ricardo Tormo op de tweede plaats achter Eugenio Lazzarini (Garelli). Tormo viel, maar zijn tweede plaats werd overgenomen door Pier Paolo Bianchi. Vignetti kon niet starten nadat hij tijdens de trainingen drie gebroken rugwervels had opgelopen. De Britse Grand Prix was bijna gewonnen door Tormo, doordat Ángel Nieto (Garelli) zijn armen te vroeg in de lucht stak. Tormo kwam slechts een honderdste seconde tekort en werd tweede voor Bianchi. Het Sanvenero-team stond er na de kwalificatietraining van de Zweedse GP goed voor met Ricardo Tormo en Pier Paolo Bianchi op de eerste twee startplaatsen. Ángel Nieto stond zevende met twee seconden achterstand, maar wist dat hij slechts één punt nodig had om de wereldtitel veilig te stellen. Er zou echter geen Sanvenero in de punten komen. In de tweede ronde viel semi-fabrieksrijder Olivier Liegeois, in de vierde ronde Ricardo Tormo (door een vastloper) en in de negende ronde Pier Paolo Bianchi terwijl hij ruim op kop lag. In de Finse Grand Prix kwam alleen Tormo aan de start, maar hij viel uit. In de GP van Tsjecho-Slowakije eindigde Tormo als derde. Het was de laatste officiële race van het Sanvenero-fabrieksteam. Het bedrijf ging in 1982 failliet. 

## Seizoen 1983
In het seizoen 1983 werden de 125cc-machines uit de failliete boedel van Sanvenero nog wel gebruikt. Pier Paolo Bianchi was er aanvankelijk nog tamelijk succesvol mee, met derde plaatsen in de GP van Duitsland, de GP van Spanje en de GP van Oostenrijk. Hij eindigde in de WK-stand als achtste. Ook Olivier Liegeois, Willem Heykoop en Werner Schmied reden sporadisch de 125cc-Sanvenero, zonder succes. 

## Technische gegevens
| Sanvenero              | 125                                 | 500                                 |
| ---------------------- | ----------------------------------- | ----------------------------------- |
| Periode                | 1981-1983                           | 1982                                |
| Categorie              | Fabrieksracer                       | Fabrieksracer                       |
| Motortype              | Tweetaktmotor met roterende inlaten | Tweetaktmotor met roterende inlaten |
| Bouwwijze              | Staande tweecilinder                | Square four                         |
| Koeling                | Water                               | Water                               |
| Boring                 | 43,45 mm                            | 55,0 mm                             |
| Slag                   | 42,0 mm                             | 52,0 mm                             |
| Cilinderinhoud         | 124,5 cc                            | 494,2 cc                            |
| Carburateur(s)         | 2 x Dell'Orto 29mm                  | 4 x Dell'Orto                       |
| Ontsteking             | Elektronisch                        | Elektronisch                        |
| Smeersysteem           | Mengsmering                         | Mengsmering                         |
| Compressieverhouding   | Onbekend                            | Onbekend                            |
| Max. Vermogen          | Onbekend                            | 125 pk bij 13.000 tpm               |
| Startmethode           | Duwstart                            | Duwstart                            |
| Topsnelheid            | Onbekend                            | 280 km/uur                          |
| Primaire aandrijving   | Tandwielen                          | Tandwielen                          |
| Koppeling              | Onbekend                            | Onbekend                            |
| Versnellingen          | Onbekend                            | Onbekend                            |
| Secundaire aandrijving | Ketting                             | Ketting                             |
| Rijwielgedeelte        | Dubbel wiegframe                    | Dubbel wiegframe                    |
| Voorvork               | Telescoopvork                       | Telescoopvork                       |
| Achtervork             | Swingarm                            | Swingarm                            |
| Voorrem                | Dubbele schijfrem                   | Dubbele schijfrem                   |
| Achterrem              | Schijfrem                           | Schijfrem                           |
| Droog gewicht          | Onbekend                            | 135 kg                              |

## Wereldkampioenschap wegrace resultaten
(Races in vet zijn polepositions; races in cursief geven de snelste ronde aan, punten (tussen haakjes) zijn inclusief streepresultaten)
| Jaar | Klasse | Coureur            | 1       | 2       | 3       | 4       | 5       | 6       | 7       | 8       | 9       | 10       | 11      | 12      | 13      | 14      | Punten | Plaats | Kampioen                      |
| ---- | ------ | ------------------ | ------- | ------- | ------- | ------- | ------- | ------- | ------- | ------- | ------- | -------- | ------- | ------- | ------- | ------- | ------ | ------ | ----------------------------- |
| 1981 | 125 cc | Ricardo Tormo      | ARG 12e | OOS -   | DUI DNF | NAT 4e  | FRA -   | SPA -   | JOE -   | NED 8e  |         | SMR 4e   | GBR 8e  | FIN 4e  | ZWE 1e  |         | 36     | 8e     | Ángel Nieto, Minarelli        |
| 1981 | 125 cc | Guy Bertin         | ARG DNF | OOS DNF | DUI DNF | NAT 1e  | FRA 2e  | SPA DNF | JOE -   | NED 10e |         | SMR DNF  | GBR DNF | FIN DNF | ZWE 2e  |         | 40     | 6e     | Ángel Nieto, Minarelli        |
| 1981 | 125 cc | Jan Huberts        | ARG -   | OOS -   | DUI 18e | NAT -   | FRA -   | SPA -   | JOE -   | NED 18e |         | SMR -    | GBR -   | FIN -   | ZWE -   |         | 0      | -      | Ángel Nieto, Minarelli        |
| 1981 | 125 cc | Patrick Herouard   | ARG -   | OOS -   | DUI -   | NAT -   | FRA DNF | SPA -   | JOE -   | NED -   |         | SMR -    | GBR -   | FIN -   | ZWE -   |         | 0      | -      | Ángel Nieto, Minarelli        |
| 1981 | 500 cc | Carlo Perugini     |         | OOS DNS | DUI DNS | NAT DNQ | FRA DNQ |         | JOE 19e | NED DNS | BEL DNS | SMR DNS  | GBR DNS | FIN DNS | ZWE DNS |         | 0      | -      | Marco Lucchinelli, Suzuki     |
| 1982 | 125 cc | Pier Paolo Bianchi | ARG 6e  | OOS 3e  | FRA DNF | SPA DNF | NAT 2e  | NED DNF | BEL 3e  | JOE 2e  | GBR 3e  | ZWE DNF- | FIN -   | TSL -   |         |         | 59     | 4e     | Ángel Nieto, Garelli          |
| 1982 | 125 cc | Ricardo Tormo      | ARG 2e  | OOS DNF | FRA DNF | SPA 8e  | NAT DNF | NED 5e  | BEL 1e  | JOE DNF | GBR 2e  | ZWE DNF  | FIN DNF | TSL 3e  |         |         | 58     | 5e     | Ángel Nieto, Garelli          |
| 1982 | 125 cc | Hugo Vignetti      | ARG 7e  | OOS 16e | FRA 3e  | SPA DNF | NAT 5e  | NED 8e  | BEL 8e  | JOE DNS | GBR -   | ZWE -    | FIN -   | TSL -   |         |         | 26     | 11e    | Ángel Nieto, Garelli          |
| 1982 | 125 cc | Olivier Liegeois   | ARG -   | OOS 11e | FRA 8e  | SPA DNF | NAT -   | NED DNF | BEL -   | JOE 23e | GBR -   | ZWE DNF  | FIN -   | TSL -   |         |         | 3      | 24e    | Ángel Nieto, Garelli          |
| 1982 | 125 cc | Hagen Klein        | ARG -   | OOS DNQ | FRA -   | SPA -   | NAT -   | NED -   | BEL -   | JOE -   | GBR -   | ZWE -    | FIN -   | TSL -   |         |         | 0      | -      | Ángel Nieto, Garelli          |
| 1982 | 125 cc | Jan Huberts        | ARG -   | OOS -   | FRA -   | SPA -   | NAT -   | NED 24e | BEL -   | JOE -   | GBR -   | ZWE -    | FIN -   | TSL -   |         |         | 0      | -      | Ángel Nieto, Garelli          |
| 1982 | 125 cc | Willem Heykoop     | ARG -   | OOS -   | FRA -   | SPA -   | NAT -   | NED -   | BEL 12e | JOE -   | GBR -   | ZWE -    | FIN -   | TSL DNF |         |         | 0      | -      | Ángel Nieto, Garelli          |
| 1982 | 500 cc | Michel Frutschi    | ARG 16e | OOS DNF | FRA 1e  | SPA DNF | NAT DNF | NED 19e | BEL 9e  | JOE DNF | GBR DNS | ZWE 12e  |         |         | SMR DNF | DUI 11e | 17     | 14e    | Franco Uncini, Gallina-Suzuki |
| 1982 | 500 cc | Guy Bertin         | ARG 19e | OOS -   | FRA DNF | SPA DNF | NAT -   | NED 22e | BEL 14e | JOE DNF | GBR -   | ZWE DNF  |         |         | SMR -   | DUI -   | 0      | -      | Franco Uncini, Gallina-Suzuki |
| 1983 | 125 cc | Pier Paolo Bianchi |         | FRA -   | NAT DNF | DUI 3e  | SPA 3e  | OOS 3e  | JOE DNF | NED DNF | BEL DNF | GBR 13e  | ZWE 7e  | SMR 5e  |         |         | 40     | 8e     | Ángel Nieto, Garelli          |
| 1983 | 125 cc | Olivier Liegeois   |         | FRA -   | NAT -   | DUI DNF | SPA -   | OOS -   | JOE -   | NED 26e | BEL 19e | GBR 12e  | ZWE DNF | SMR DNF | 0       | -       |        |        | Ángel Nieto, Garelli          |
| 1983 | 125 cc | Willem Heykoop     |         | FRA -   | NAT -   | DUI -   | SPA -   | OOS -   | JOE -   | NED DNF | BEL DNF | GBR 20e  | ZWE DNQ | SMR -   | 0       | -       |        |        | Ángel Nieto, Garelli          |
| 1983 | 125 cc | Werner Schmied     |         | FRA -   | NAT -   | DUI -   | SPA -   | OOS -   | JOE -   | NED -   | BEL -   | GBR 20e  | ZWE -   | SMR -   | 0       | -       |        |        | Ángel Nieto, Garelli          |